# 込山榛香
込山榛香（日语：込山 榛香，1998年9月12日—）是日本偶像藝人，為女子偶像團體AKB48前成員，千葉縣出身，所屬經紀公司為Deep Skill。2025年2月28日自AKB48畢業。

## 經歴
2013年
- 1月19日，於「AKB48第十二屆研究生（15期生）試鏡會（日语：AKB48のオーディション#第十二回研究生（15期生）オーディション）」中合格，成為AKB48的15期生。
- 4月30日，於大島Team K「Waiting」公演中作為伴舞，首次站上AKB48的劇場舞台[1]。
- 6月5日，參加研究生武道馆公演AKB48集團研究生演唱會「早推得勝」，作為15期生首次正式公開表演。
- 6月9日，於研究生「睡衣兜風」公演中正式出道。

2014年
- 2月24日，於Zepp DiverCity Tokyo（日语：Zepp）舉辦的《AKB48集團大組閣祭》中，獲宣布由研究生昇格至Team 4[2]。
- 4月18日，在NHK節目「NHK高校講座 日本史（日语：NHK高校講座#日本史）」裡開始常規演出[3]。
- 4月24日，於『Team 4 3rd Stage「偶像的黎明」公演』初日登場，首次以正式成員身份登台演出[4]。

2015年
- 10月25日，在「心意告示牌」的全國握手會中被選為「昆蟲學校（日语：AKB48グループの派生ユニット#虫かご）」的一員。

2016年
- 6月6日，於「AKB48第45張單曲選拔總選舉」中獲得32,886票，得到21位，首次進入圈內並成為Under Girls的一員[5][6]。
- 10月10日，於在神戶世界紀念館（日语：神戶世界紀念館）與行的「AKB48家族 分隊單曲爭奪猜拳大會」中獲得第3名，入選為新團體的一員[7]。
- 11月16日，在當天發售的AKB48第46張單曲《High Tension》中被選拔成員之一，首次進入選拔組[8]。

2017年
- 6月17日，於「AKB48第49張單曲選拔總選舉」中獲得20,910票，得到52位，成為Future Girls的一員[9]。
- 12月8日，在「AKB48劇場12周年公演」上宣佈新的組閣人事變動，所屬隊伍由Team 4轉移至Team K，並擔任Team K隊長一職[10]。

2018年
- 6月16日，于「AKB48第53張單曲世界選拔總選舉」中获得22,662票，得到52位，成为Future Girls的一员。

2021年
- 12月8日，在「AKB48劇場16周年特別紀念公演」上宣佈新的組閣人事變動，所屬隊伍由Team K轉移至Team A[11]，由田口愛佳接任Team K隊長。
- 12月24日，初次主演長編電影《戀愛真人秀》。[12]

2024年
- 8月30日，在「我的太陽」公演宣布於2025年2月畢業[13]，同時開設個人YouTube頻道。

2025年
- 2月28日，在AKB48劇場舉行畢業公演，正式從AKB48畢業[14]。

## 參與歌曲
- 標註有「★」符號者表示該首歌曲有拍攝MV。

### AKB48單曲
|      | 發行日期       | 單曲名稱           | 參與歌曲名稱             | 名義                  | 收錄於   | MV | 備註               |
| ---- | -------------- | ------------------ | ------------------------ | --------------------- | -------- | -- | ------------------ |
| 33rd | 2013年10月30日 | 真心電流           | 你的眼是星象儀           | AKB48研究生           | 劇場盤   |    |                    |
| 35th | 2014年02月26日 | 勇往直前           | 戀愛什麼的               |                       | 劇場盤   |    |                    |
| 36th | 2014年05月21日 | 拉布拉多獵犬       | 芳心逃脫遊戲             | Team 4                | Type 4   | ★  |                    |
| 38th | 2014年11月26日 | 希望無限           | 睜大雙眼的初吻           | Team 4                | Type D   | ★  |                    |
| 42th | 2015年12月09日 | 紅唇Be My Baby     | 你你你…                  | 次世代選拔            | Type A   | ★  |                    |
| 42th | 2015年12月09日 | 紅唇Be My Baby     | 好像､有點､突然…          | Team 4                | Type D   | ★  |                    |
| 42th | 2015年12月09日 | 紅唇Be My Baby     | 鼓勵的話                 |                       | Type D   | ★  |                    |
| 42th | 2015年12月09日 | 紅唇Be My Baby     | 直到剛才還是Ice Tea      | 昆蟲學校              | 劇場盤   |    | Center             |
| 43th | 2016年03月09日 | 你就是旋律         | LALALA訊息               | AKB48次世代選拔       | 全版本   | ★  |                    |
| 44th | 2016年06月01日 | 不需要翅膀         | 沈思者                   | Team 4                | Type B   | ★  |                    |
| 45th | 2016年08月31日 | LOVE TRIP/分享幸福 | 傳說的魚                 | Under Girls           | Type A   | ★  |                    |
| 46th | 2016年11月16日 | High Tension       | High Tension             |                       | 全版本   | ★  | A面曲 初次進入選拔 |
| 47th | 2017年03月15日 | Shoot Sign         | Shoot Sign               |                       | 全版本   | ★  | A面曲              |
| 47th | 2017年03月15日 | Shoot Sign         | 意外發生中               | AKB48 U-19選拔        | Type D·E | ★  |                    |
| 48th | 2017年05月31日 | 空有願望           | 空有願望                 |                       | 全版本   | ★  | A面曲              |
| 48th | 2017年05月31日 | 空有願望           | 前兆                     |                       | Type A   | ★  |                    |
| 49th | 2017年08月30日 | ＃就是喜歡你       | 至少我們的戀情           | Future Girls          | Type B   | ★  |                    |
| 50th | 2017年11月22日 | 11月的腳鏈         | 微笑的瞬間               | 7秒後，就喜歡上你了。 | Type C   | ★  | Center             |
| 51st | 2018年03月14日 | Ja-Ba-Ja           | Ja-Ba-Ja                 |                       | 全版本   | ★  | A面曲              |
| 52nd | 2018年05月30日 | Teacher Teacher    | Teacher Teacher          |                       | 全版本   | ★  | A面曲              |
| 52nd | 2018年05月30日 | Teacher Teacher    | 末班電車之夜             | Team K                | Type B   | ★  |                    |
| 53rd | 2018年09月19日 | 感傷列車           | 某天 不經意…             | Future Girls          | Type B   | ★  |                    |
| 54th | 2018年11月28日 | NO WAY MAN         | 想放空池水               | 池之水選拔            | 全版本   | ★  |                    |
| 55th | 2019年03月13日 | 回憶上心頭DAYS     | Generation Change        | AKB48副歌選拔         | Type A   | ★  |                    |
| 56th | 2019年09月18日 | 持續愛你           | 青春 反始                | AKB48 B面選拔         | Type B   | ★  |                    |
| 56th | 2019年09月18日 | 持續愛你           | 你會對流星許下甚麼願望？ | 總監督與隊長們        | 劇場盤   |    |                    |
| 57th | 2020年03月18日 | 感謝失戀           | 直到再見面的那天         |                       | Type A   | ★  |                    |
| 58th | 2021年09月29日 | 一切都成Rumor      | 即使分離                 |                       | 全版本   |    |                    |
| 58th | 2021年09月29日 | 一切都成Rumor      | Black Jaguar             | First Generation      | 劇場盤   |    |                    |
| 59th | 2022年05月18日 | 是前男友           | 懦弱的樹懶               | Team A                | Type A   | ★  |                    |
| 60th | 2022年10月19日 | 久違的Lip Gloss    | 命運之歌                 | 1st Generation        | 劇場盤   |    |                    |
| 61st | 2023年04月26日 | 無論如何都喜歡你   | Da Re Da                 | Universe Girls        | 劇場盤   |    |                    |
| 62nd | 2023年9月27日  | 如果不是偶像的話   | 你還記得我嗎             | 2nd Campus            | Type-C   |    |                    |
| 63rd | 2024年3月13日  | 美瞳Wink           | 瞄準獅子!                | Universe Girls        | 劇場盤   |    |                    |
| 64th | 2024年7月17日  | 戀愛卡住了         | 同情心                   | 3rd Campus            | 劇場盤   |    |                    |

### AKB48專輯
|     | 發行日期       | 單曲名稱                     | 參與歌曲名稱      | 名義       | 收錄於          | 備註 |
| --- | -------------- | ---------------------------- | ----------------- | ---------- | --------------- | ---- |
| 5th | 2014年01月22日 | 未來軌跡                     | 如果散去也很好吧… | 研究生     | 劇場盤          |      |
| 6th | 2015年01月21日 | 這裡是羅德斯島、在這裡跳吧！ | 我們的意識形態    |            | Type B          |      |
| 6th | 2015年01月21日 | 這裡是羅德斯島、在這裡跳吧！ | 眼淚等一下再說    | 峯岸Team 4 | Type B          |      |
| 7th | 2015年11月18日 | 0與1之間                     | 哭訴時間          | Team 4     | Million Singles |      |
| 8th | 2017年01月25日 | 點時成菁                     | 那天的自己        |            | 全版本          |      |
| 8th | 2017年01月25日 | 點時成菁                     | 有裂痕的鏡子      |            | Type A          |      |
| 9th | 2015年12月09日 | 那個黎明，我們都知道         | 戀愛無間地獄      |            | Type A          |      |

## 劇場公演分組曲
| 公演名稱                               | 參與歌曲名稱     | 備註           |
| -------------------------------------- | ---------------- | -------------- |
| 研究生時期                             |                  |                |
| 研究生「睡衣兜風」公演                 | 睡衣兜風         |                |
| Team 4 2nd Stage「手牽手」公演         | 胸口的條碼       | 岩立沙穂的代演 |
| Team 4 2nd Stage「手牽手」公演         | 帶我去溫布頓     | 北澤早紀的代演 |
| Team 4 2nd Stage「手牽手」公演         | 雨中鋼琴師       | 岡田彩花的代演 |
| Team 4 2nd Stage「手牽手」公演         | 巧克力的下落     | 橋本耀的代演   |
| Team K Waiting公演II「最終鐘聲鳴響」   | 初戀小偷         | 北原里英的代演 |
| 峯岸Team 4時期                         |                  |                |
| Team 4 3rd Stage「偶像的黎明」公演     | 遺憾少女         |                |
| Team 4 3rd Stage「偶像的黎明」公演     | 單戀對角線       | 澀谷凪咲的代演 |
| Team 4 3rd Stage「偶像的黎明」公演     | 天國小子         | 西野未姫的代演 |
| 高橋Team 4時期                         |                  |                |
| 岩本輝雄「青春尚未結束」               | 晴空咖啡         |                |
| 岩本輝雄「青春尚未結束」               | 傲嬌女生         | 大島涼花的代演 |
| Team 4 4th Stage「不要讓夢想死去」公演 | 隔壁的香蕉       |                |
| Team 4 4th Stage「不要讓夢想死去」公演 | Bye Bye Bye      | 朝長美櫻的代演 |
| Team 4 4th Stage「不要讓夢想死去」公演 | Confession       | 北川綾巴的代演 |
| Team B 6th Stage 「正在戀愛中」公演    | 7點12分的初戀    | 矢吹奈子的代演 |
| Team B 6th Stage 「正在戀愛中」公演    | Faint            | 梅田綾乃的代演 |
| AKB48 復活公演「我的太陽」             | 向日葵           | 中田千智的代演 |
| 外山大輔「密涅瓦呀，起風吧」           | 杯子中的枝葉隙光 |                |
| 外山大輔「密涅瓦呀，起風吧」           | 口對口的巧克力   | 2nd UNIT       |
| 「點時成菁」公演                       | 法國麵包         |                |
| 牧野安娜「糟糕了！你能跟着我嗎？！」   | 納豆天使         |                |
| 込山Team K時期                         |                  |                |
| Team K 6th Stage 「RESET」公演         | 逆轉的王子殿下   |                |
| Team K 6th Stage 「RESET」公演         | 制服的抵抗       | 8人公演體制時  |
| 柏木由紀「我的夏天開始了」             | Oh!Baby          |                |
| AKB48 復活公演「我的太陽」             | 不要叫我偶像     | 稻垣香織的代演 |
| AKB48 復活公演「我的太陽」             | 向日葵           |                |
| 向井地Team A時期                       |                  |                |
| 重力共鳴公演                           | 星期三的愛麗絲   |                |
| 重力共鳴公演                           | 你的B面曲        |                |

## 戲劇作品

### 電視劇
| 戲劇名稱      | 集數  | 播出日期                      | 首播頻道         | 角色名稱  | 備註 |
| ------------- | ----- | ----------------------------- | ---------------- | --------- | ---- |
| 馬路須加學園5 | 第3集 | 2015年9月8日                  | 日本電視台、Hulu | 顎姬      |      |
| CROW'S BLOOD  | 全劇  | 2016年7月23日－8月27日        | Hulu             | 同學      |      |
| 陪酒須加學園  | 全劇  | 2016年10月30日－2017年1月15日 | 日本電視台、Hulu | 生活/海葵 |      |

### 舞台劇
| 舞台劇名稱                               | 演出日期              | 演出劇場    | 角色名稱 | 備註 |
| ---------------------------------------- | --------------------- | ----------- | -------- | ---- |
| 馬路須加學園 ～Lost In The SuperMarket～ | 2016年7月25日－8月5日 | 赤坂ACT劇場 | 鵜鶘     |      |

### 配音
| 戲劇名稱       | 集數  | 播出日期       | 首播頻道 | 角色名稱 | 備註 |
| -------------- | ----- | -------------- | -------- | -------- | ---- |
| humans season1 | 第4集 | 2017年10月25日 | Hulu     | 卡洛琳   |      |

## 綜藝及節目資訊

### 播放中的節目
- 《AKBINGO!》（2014年4月8日－，日本電視台）：不定期演出
- 《AKB48神TV》（家庭劇場（日语：ファミリー劇場））
  - Season16（2014年8月31日）
  - Season17（2014年11月9日）
  - Season17番外篇（2015年2月1日、2月8日）
  - Season18（2015年5月3日、5月17日）
  - Season19（2015年7月19日、8月2日）
  - Season20（2015年10月18日、10月25日）
  - Season21（2016年2月21日、3月13日－3月27日）
  - Season22（2016年6月26日）

### 過去演出過的節目
- 《AKB48 SHOW!》（2013年12月14日－2019年3月24日，NHK）：不定期演出
- 《AKB48的你、是誰？》（2013年12月26日－2016年6月29日，NOTTV）：不定期演出
- 《有吉AKB共和國》（2014年1月27日－2015年10月12日，TBS電視台）：不定期演出
- 《NHK高校講座（日语：NHK高校講座）》（2014年4月18日－2015年3月4日，NHK教育頻道）：出演「日本史」單元[註 2]
- 《AKB48 旅少女（日语：AKB48 旅少女）》（2015年4月19日，日本電視台）
- 《AKB48的今夜來外宿》（2015年12月21日，日本電視台）

### 廣播
| 節目名稱                | 播出日期                               | 電台     | 備註               |
| ----------------------- | -------------------------------------- | -------- | ------------------ |
| アッパレやってまーす!   | 2014年10月30日、11月6日，2015年2月12日 | MBS電台  | 小嶋真子的代班主持 |
| Listen? 〜Live 4 Life〜 | 2015年6月4日                           | 文化放送 |                    |
| Listen? 2-3             | 2016年4月份                            | 文化放送 |                    |
| AKB48的「我們的故事」   | 2016年7月1日－                         | NHK-FM   |                    |
| AKB48的All Night Nippon | 2016年10月12日－                       | 日本放送 |                    |

## 書籍

### 雜誌連載
- 《LOVE berry（日语：LOVE berry）》（2016年1月－2017年5月，德間書店）

## 引用
1. ↑  . Google+. 2013-04-30  [2014-04-13]. （原始内容存档于2014-03-12） （日语）.
2. ↑  . ORICON NEWS. 2014-02-24  [2016-06-23]. （原始内容存档于2015-09-26） （日语）.
3. ↑  . 日刊スポーツ. 2014-03-24  [2016-10-27]. （原始内容存档于2019-04-01） （日语）.
4. ↑  . AKB48官方Blog. 2014-04-06  [2014-06-09]. （原始内容存档于2014-04-07） （日语）.
5. ↑  . AKB48オフィシャルブログ. 2016-06-18  [2016-10-27]. （原始内容存档于2016-06-22）.
6. ↑  . ORICON STYLE (oricon ME). 2016-06-18  [2016-10-27]. （原始内容存档于2018-06-12） （日语）.
7. ↑  . 日刊スポーツ. 2016-10-10  [2016-10-27]. （原始内容存档于2017-08-07） （日语）.
8. ↑  . nikkansports.com (日刊スポーツ新聞社). 2016-09-15  [2016-10-27]. （原始内容存档于2016-09-16） （日语）.
9. ↑  . ORICON NEWS. oricon ME. 2017-06-17  [2017-08-07]. （原始内容存档于2021-01-13） （日语）.
10. ↑  . AKB48公式サイト.   [2018-01-17]. （原始内容存档于2020-09-27） （日语）.
11. ↑  . ORICON NEWS.   [2022-09-11]. （原始内容存档于2022-04-07）.
12. ↑  . Real Sound｜リアルサウンド 映画部.   [2022-09-11]. （原始内容存档于2022-09-11） （日语）.
13. ↑  . AKB48オフィシャルブログ. 2024-08-30  [2024-08-30]. （原始内容存档于2024-09-20） （日语）.
14. ↑  . AKB48オフィシャルブログ. 2025-01-28  [2025-01-29].

## 外部連結
- AKB48官網個人介紹頁 （页面存档备份，存于） （日語）
- 込山榛香的X（前Twitter） （日語）
- 込山榛香的Instagram帳戶 （日語）
- 込山 榛香（AKB48 Team K）的SHOWROOM專頁 （日語）